# Постель, Мария Магдалина
Святая Мари́я Магдали́на Посте́ль (Мари Мадлен; фр. Marie-Madeleine Postel), в миру Жюли́ Франсуа́за Катри́н Постель (фр. Julie Françoise-Catherine Postel, 28 ноября 1756[…], Барфлёр, Манш — 16 июля 1846[…], Сен-Совер-ле-Виконт) — французская католическая монахиня, францисканская терциарка, основательница ордена «Сёстры христианских школ».

## Жизнь
Жюли Франсуаза Катрин Постель родилась в 1756 года в Барфлёре, Нормандия, в семье рыбака Жана Постеля и Терезы Леваллуа. Приходилась тёткой блаженной Плакиде Виель. Во время обучения у монахинь-бенедиктинок в Валони увидела своё призвание в служении Господу и дала обет целомудрия.
В 1774 году основала школу для девочек в Барфлёре. Школа, закрытая во время Французской революции, стала центром подпольной религиозной деятельности для тех, кто поддерживал новый режим. Носила при себе Святые Дары, чтобы предоставить виатикум больным и умирающим. Якобинцы подозревали её, но так никогда и не выдвинули обвинений.
В конце революции Постель занялась преподаванием и катехизацией в Шербуре, где под её опекой находились около трёхсот детей. В 1798 году вступила в Третий орден францисканцев, приняв монашеское имя Мария Магдалина. 8 сентября 1807 года основала орден «Сёстры христианских школ» в Шербуре. В 1832 году приобрела для него заброшенный монастырь в Сен-Совер-ле-Виконт, что способствовало росту ордена. Конгрегация получила папское одобрение от Пия IX 29 апреля 1859 года; папа Лев XIII официально утвердил орден в 1901 году.
Постель умерла в 1846 году. Основанный ею орден продолжает работу в таких странах, как Румыния и Мозамбик; в 2005 году он насчитывал 442 монахинь и 69 обителей по всему миру.

## Почитание
Процесс канонизации Постель был открыт 27 июля 1897 года, когда папа Лев XIII назвал её слугой Божией. 31 мая 1903 года Лев XIII подтвердил героическую добродетель Постель, назвав её досточтимой. 17 мая 1908 года папа Пий X причислил её к лику блаженных. Папа Пий XI канонизировал Постель 24 мая 1925 года.